# Claudio Santorelli
Claudio Santorelli es un actor y director de cine, teatro y televisión argentino.

## Trayectoria
| Televisión | Televisión             | Televisión | Televisión |
| Año        | Título                 | Canal      |            |
| ---------- | ---------------------- | ---------- | ---------- |
| 1997       | Naranja y media        | Telefe     |            |
| 1998-2000  | Verano del 98          | Telefe     |            |
| 2003       | Resistiré              | Telefe     |            |
| 2005       | Amor en custodia       | Telefe     |            |
| 2006       | Alma pirata            | Telefe     |            |
| 2006       | Se dice amor           | Telefe     |            |
| 2007       | Casi ángeles           | Telefe     |            |
| 2008       | Aquí no hay quien viva | Telefe     |            |
| 2008       | Vidas robadas          | Telefe     |            |
| 2009       | Por amor a vos         | Canal 13   |            |
| 2010       | Herencia de amor       | Telefe     |            |
| 2011       | El elegido             | Telefe     |            |
| 2012-2013  | Dulce amor             | Telefe     |            |
| 2014       | Camino al amor         | Telefe     |            |
| 2015       | Pan y vino             | América TV |            |

| Películas | Películas            | Películas            |
| Año       | Título               | Nota                 |
| --------- | -------------------- | -------------------- |
| 2001      | Te besaré mañana     | Dir: Diego Musiac    |
| 2007      | Incorregibles        | Dir: Rodolfo Ledo    |
| 2008      | El cine de Maite     | Dir: Federico Palazo |
| 2018      | Púgil (cortometraje) |                      |
| 2019      | Bajo mi piel morena  |                      |
| 2020      | Los ojos de Verónica |                      |
| 2020      | La frontera          |                      |
| 2021      | Quemar las naves     | Rodolfo Carnevale    |
| 2021      | La última fase       |                      |
| 2021      | El amigo visible     |                      |
| 2021      | Sector VIP           |                      |